# 최은지 (이종격투기 선수)
최은지(1994년 5월 12일 ~)는 대한민국의 무에타이, 종합격투기 선수다. 현 무에타이 여성 -57kg급 국가대표이며, 대한민국 입식격투기 단체 맥스FC 와 피어리스짐(FEARLESS GYM)소속 선수이다. 별명은 '은 D(Eun Diamond)다.

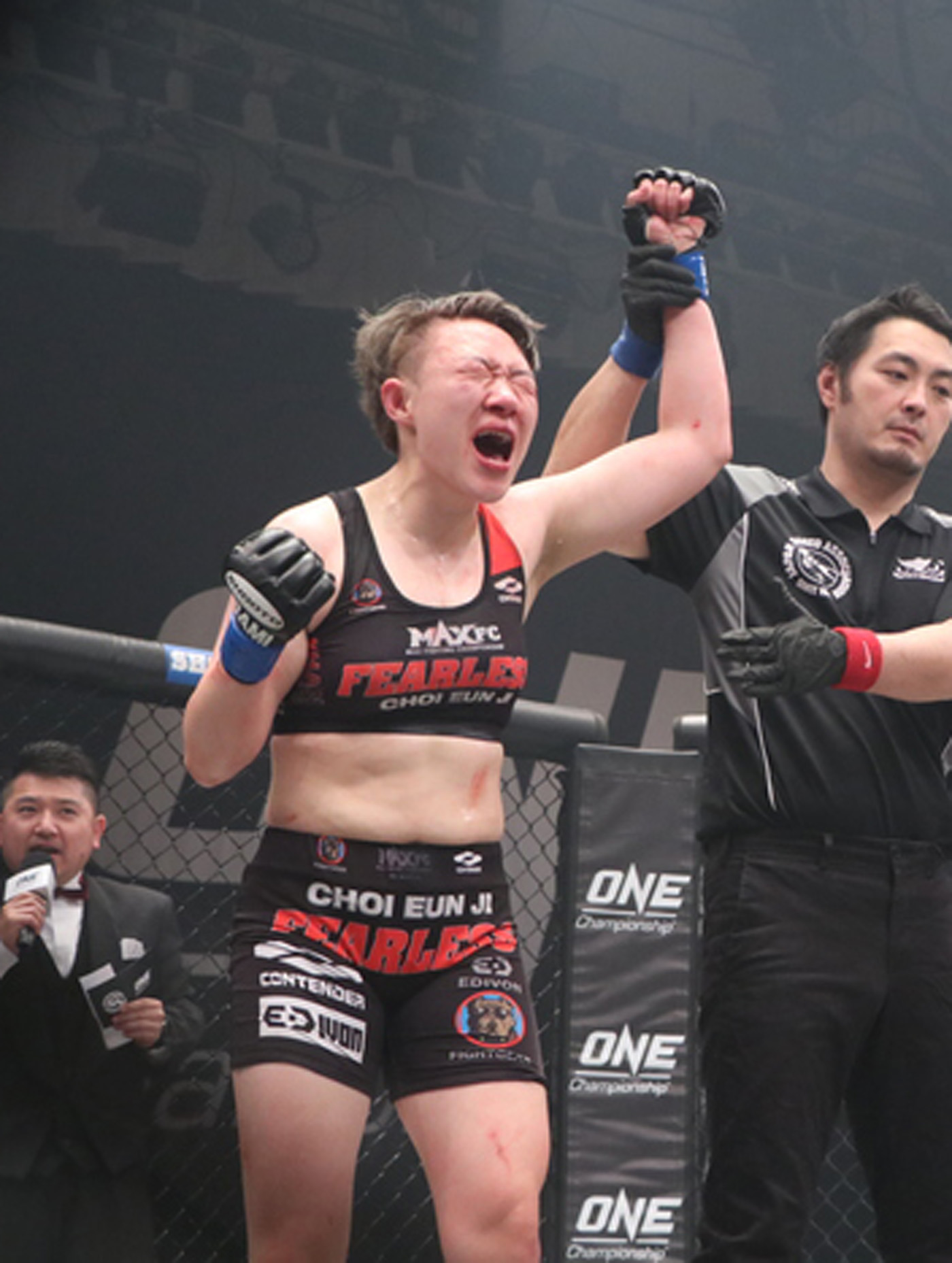
최은지 (CHOI EUN JI)

## 생애
최은지는 1994년 대구광역시에서 태어났다. 2011년 무에타이에 입문해 1년간 30kg 의 다이어트에 성공해 다이어트 파이터  로 알려졌다. 2016년에 KBS 아침마당 에도 출연하여 무에타이 선수의 고충 등 인터뷰 하여였다. 무에타이 국가대표로 활동하며, 일본의 종합격투기 최강자 '킹레이나'를 상대로 종합격투기 데뷔를 하였다. 이후 SHOOTO 30주년 기념 대회에서 일본 종합격투기의 전설 '엔센이노우에'의 약혼자인 '사라맥케인'에게 승리 해 아시아의 주목받는 여성 종합격투가에 이름을 올렸다. 메인스폰서는 군위에 위치한 경북 최대 얀돈 업체 대흥종돈이다. 현 MAX FC 여성 페더급 챔피언이다.

## 경력 및 수상
무에타이 피어리스짐 수석사범(2015년~)
대한무에타이협회 무에타이 4단
대한무에타이협회 심판 3급
대한무에타이협회 지도자 3급
생활스포츠 지도자 자격증 2급 복싱
MAX FC 여성 페더급 -52kg급 챔피언
2016년 무에타이 신인왕 여성부 -60kg 급
2019년 대한민국 무에타이 국가대표 여성 -57kg급
2019년 충주세계무예마스터십 무에타이 선수권대회 동메달

## 전적
| 순서 | 개최 날짜        | 대회 명                          | 상대선수                 | 결과       | 경기장소                        | 누적전적       | 특이사항     |
| ---- | ---------------- | -------------------------------- | ------------------------ | ---------- | ------------------------------- | -------------- | ------------ |
| 1    | 2015년 3월 28일  | 대한무에타이협회 신인왕전        | 이효화(인천정우관)       | 판정패     | 강원도 양구실내체육관           | 1전1패         |              |
| 2    | 2015년 10월 1일  | 96회 전국체전 무에타이           | 이효화(인천정우관)       | 판정승     | 강원도 원주국민체육센터         | 2전1승1패      |              |
| 3    | 2015년 10월 25일 | TAS 9                            | 김세진(부산태한)         | 1R TKO승   | 부산과학기술대실내체육관        | 3전2승1패      |              |
| 4    | 2016년 4월 23일  | 대한무에타이협회 전국신인왕전    | 임정은(인천정우관)       | 판정승     | 용인대학교 복싱체육관           | 4전3승1패      | -60kg 신인왕 |
| 5    | 2016년 4월 23일  | 대하무에타이협회 전국신인왕전    | 최수진(성남설봉)         | 판정패     | 용인대학교 복싱체육관           | 5전3승2패      | 체급위도전   |
| 6    | 2016년 6월 26일  | 2016년무에타이컨텐더챔피언십     | 이승아(제왕회관)         | 판정승     | 익산 팔봉체육관                 | 6전4승2패      |              |
| 7    | 2016년 8월 2일   | 2016 방콕의날 타이페스티벌       | 김은희(일산정함)         | 판정승     | 서울 청계광장특설링             | 7전5승2패      |              |
| 8    | 2016년 10월 22일 | 12회목포협회장기무에타이대회     | 문수빈(목포스타)         | 판정승     | 목포 평화광장특설링             | 8전6승2패      | 프로데뷔전   |
| 9    | 2016년 11월 12일 | MAX FC 06 IN 대구(컨텐더리그)    | 신미정(대구무인관)       | 판정승     | 대구 영남대학교천마체육관       | 9전7승2패      | 프로         |
| 10   | 2017년 4월 22일  | MAX FC 08 IN 홍성(컨텐더리그)    | 길민정(순천암낫짐)       | 판정패     | 홍성 홍주문화체육센터           | 10전7승3패     | 프로         |
| 11   | 2017년 11월 25일 | MAX FC 11 IN 안동                | 문수빈(목포스타)         | 판정패     | 안동체육관                      | 11전7승4패     | 프로         |
| 12   | 2018년 4월 28일  | WKA 세계킥복싱타이틀전           | 멜로디(뉴질랜드)         | 판정패     | 서울국민대학교실내체육관        | 12전7승5패     | 프로         |
| 13   | 2018년 6월 9일   | DEEP JEWELS 20                   | 킹레이나(일본)           | 써브미션패 | 일본 도쿄 신주쿠페이스          | 13전7승6패     | MMA데뷔전    |
| 14   | 2018년 8월 25일  | KBA한국킥복싱타이틀전            | 이승아(제왕회관)         | 판정패     | 광주남구다목적체육관            | 14전7승7패     | 프로         |
| 15   | 2019년 2월 15일  | MAX FC 17 IN 서울                | 오현주(대전타이거짐)     | 판정패     | 서울 신도림 테크노마트          | 15전7승8패     | 프로         |
| 16   | 2019년 4월 14일  | 국가대표 선발전 평가전           | 김효선(인천정우관)       | 판정패     | 홍성 홍주문화체육센터           | 16전7승9패     |              |
| 17   | 2019년 5월 6일   | SHOO TO 30주년 기념대회          | 세라 (뉴질랜드)          | 판정승     | 일본 도쿄 코라쿠엔홀            | 17전8승9패     | MMA          |
| 18   | 2019년 6월 30일  | JAPAN BOUT 37                    | 쿠마가이마리나(일본)     | 판정패     | 일본 삿포로 콘카리노트          | 18전8승10패    | 프로         |
| 19   | 2019년 7월 23일  | 2019 IFMA 세계무에타이선수권대회 | 달리아비알코바(벨라루스) | KO패       | 태국 방콕                       | 19전8승11패    |              |
| 20   | 2019년 8월 30일  | 2019 충주세계무술축제            | 테일러 맥클래치(캐나다)  | 판정패     | 충주 실내체육관                 | 20전8승12패    |              |
| 21   | 2019년 10월 20일 | MAX FC 컨텐더리그 18             | 우메오 메이(일본)        | 판정패     | 대구 대백프라자                 | 21전 8승 13패  | 프로         |
| 22   | 2020년 7월 4일   | MAX FC 컨텐더리그 20             | 이승희(통영K타이거)      | 판정승     | 대구 대백프라자                 | 22전 9승 13패  | 프로         |
| 23   | 2022년 10월 15일 | MAX FC 퍼스트리그 21             | 임연주(평택빅토리짐)     | 판정승     | 익산실내체육관                  | 23전 10승 13패 | 프로         |
| 24   | 2022년 12월 11일 | IRON FIST 1 - TAIWAN             | 李瑩祺(대만)             | TKO패      | 대만 타이중 스플렌더호텔 특설링 | 24전 10승 14패 | 프로         |
| 25   | 2023년 1월 7일   | MAX FC 컨텐더리그 21             | ABE MARIA(JAPAN)         | 판정승     | 대구 패션센터                   | 25전 11승 14패 | 프로         |
| 26   | 2023년 4월 22일  | MAX FC 퍼스트리그 25             | 오정은 (광주투혼)        | 판정승     | 대구 월배국민체육센터           | 26전 12승 14패 | 프로         |
| 27   | 2023년 5월 13일  | 2023'울진FC                      | 박시윤 (더짐랩)          | 서브미션패 | 울진 군민회관                   | 27전 12승 15패 | MMA          |
| 28   | 2023년 7월 15일  | MAX FC 24                        | 이혜민(구성강성짐)       | 판정승     | 익산실내체육관                  | 28전 13승 15패 | 프로         |
| 29   | 2024년 3월 9일   | MAX FC 25                        | AKARI WATANABE(JAPAN)    | 판정승     | 익산실내체육관                  | 29전 14승 15패 | 프로         |
| 30   | 2024년 4월 13일  | MAX FC 26 IN VIETNAM             | 치우티프엉트이(VIETNAM)  | KO패       | 베트남 붕따우그랜드호텔         | 30전 14승 16패 | 프로         |
| 31   | 2024년 11월 16일 | K1 KRUSH 167                     | Ikeuchi Noriko (JAPAN)   |            | 일본 도쿄 코라쿠엔홀            |                | 프로         |